# Faculté libre de droit, d'économie et de gestion de Paris
Ne doit pas être confondu avec Institut catholique de Paris.
 (janvier 2024).
La Faculté libre de droit, d'économie et de gestion (FACO Paris) est un établissement privé d’enseignement supérieur, sous statut associatif, fondé en 1968 sous le nom de Faculté autonome et co-gérée d'économie et de droit (FACO) par son premier doyen, Achille Dauphin-Meunier. 
Au cours du temps, elle a conservé son sigle « FACO », mais a changé plusieurs fois d'appellation : Faculté libre autonome et cogérée d'économie et de droit, Faculté libre d'économie et de droit, puis Faculté libre de droit, d'économie et de gestion, qui est son nom actuel. 
Initialement installé rue de Rennes, le siège de la FACO est situé depuis la fin des années 1970 au 115, rue Notre-Dame-des-Champs à Paris (6e arrondissement). 

## Fondation en 1968
La FACO est légalement enregistrée à la Préfecture de Police de Paris le 30 mai 1968 conformément aux dispositions de la loi du 1er juillet 1901 relative au contrat d'association. Elle a ouvert ses portes quatre mois plus tard, le 7 octobre. Elle s'est installée à l'origine au 44 rue de Rennes, à Paris.

### Un quadruple contexte
La FACO est issue d'un quadruple contexte : fin annoncée des facultés profanes de l'Institut catholique de Paris, crise de l'Église catholique postconciliaire, événements de Mai 68, témoignant d'une crise des valeurs traditionnelles, et crise de l'Université française.
Jusqu'en 1968, l'Institut catholique offre un enseignement de droit et de sciences économiques. Dauphin-Meunier, professeur à l'Institut catholique de 1941 à 1944, puis de 1946 à 1968, était son directeur du département d'économie politique au moment de la crise de l'Institut. En 1966, un nouveau recteur prend la tête de l'Institut, Mgr Pierre Haubtmann, ancien aumônier de l'Action catholique ouvrière et « artisan de l'ouverture conciliaire ». Fin 1966, il donne une conférence de presse, qui provoque l’indignation de professeurs et de parents d’élèves : « Nous n'avons rien à gagner à paraître singer l'État. [...] Nous voulons autre chose qu'une concurrence. [...] Avant tout, il nous faut remplir notre mission ecclésiale. Il nous faut développer par priorité, mais sans exclusive, le secteur religieux ». En juillet 1967, Mgr Haubtmann annonce la suppression de la première année de droit et la fin progressive des enseignements profanes à l'Institut. Une grève éclate à l'Institut le 24 octobre 1967. La corpo des étudiants en droit a pris l'initiative d'une autre grève en février 1968 pour maintenir la faculté de droit. Dauphin-Meunier la soutient et déplore la non-consultation des professeurs ; le vice-recteur réprouve ses propos au caractère « très polémique »,. Une journaliste du Monde a pu écrire à raison : « À la Catho de Paris, un an avant, c'est mai 68 à l'envers : la droite manifeste ».
La crise de l’Institut s’inscrit dans la crise de l’Église issue du concile Vatican II. Lorsque la grève éclate en octobre 1967, des étudiants et des éléments extérieurs organisent une réunion, avec Michel de Saint-Pierre, et cela apparaît comme une manifestation d'opposition au mouvement d'aggiornamento de l'Église dès lors que le romancier est à la pointe du combat traditionaliste depuis son livre de 1964 Les Nouveaux prêtres. Les grévistes réclament l'élection d'un nouveau recteur, qui serait élu par les professeurs avec l'accord du pape, une manière implicite de dénoncer l'épiscopat français trop attaché au progressisme postconciliaire. La grève est cependant désavouée par le doyen de la faculté de droit et par les corpos de droit et de lettres, même s'ils sont d'accord sur le fond. La revue anticommuniste et catholique traditionaliste de Jean Madiran, Itinéraires, a accusé Mgr Haubtmann de jeter « le discrédit le plus notoire dans l’opinion publique » sur l’enseignement profane délivré par l’Institut, car il a présenté cet enseignement comme « une singerie de celui de l’État ». Dauphin-Meunier a collaboré à Itinéraires, contre laquelle le comité permanent de l'épiscopat français a en août 1966 mis en garde les catholiques contre ceux qui contestent « au nom d'une fidélité au passé les principes du renouveau entrepris ». Et on le trouve en décembre 1968 invité d'honneur à un dîner de l'Union des intellectuels indépendants, aux côtés de Mgr Marcel Lefebvre, qui s'en prend aux « forces progressistes » qui « dès les premiers jours du Concile », l'auraient investi et stigmatise « une influence diabolique [qui] voulait détourner le concile de sa fin ». Dauphin-Meunier y présente sa FACO et souligne que l’une des causes du désarroi des jeunes, ce sont « les parents qui ont été incapables d’inculquer à leurs enfants le sens du devoir bien fait, l’amour de la Patrie, qui ont laissé déshonorer l’Armée, la Magistrature et laissent à présent conduire le pays tout doucement vers la soviétisation ».
Lors d'un dîner-débat du Centre d'études politiques et civiques en 1969, Gaston Morancé, alors président de la FACO, a évoqué « la déception, sinon l'amertume que nous causa l'abandon par la Catho d'un certain nombre de chaires d'enseignement profane » et « une raison plus déterminante encore, et qui fut le catalyseur de volontés éparses », qui a déterminé la fondation de cette faculté libre : « l'embrasement universitaire de mai, l'écroulement matériel et moral de notre vieille Sorbonne ». En juillet 1968, Dauphin-Meunier annonce l'ouverture d'une nouvelle Faculté libre de droit et de sciences économiques pour le 7 octobre, et souligne que cette nouvelle faculté va se réclamer de « la morale chrétienne ». Il ne conteste pas que « les événements de mai 68 ont accéléré la maturation d'une idée qui germait depuis avril ». Dans un entretien donné au périodique des étudiants du Comité des étudiants pour les libertés universitaires (CELU) en 1970, il déclare que la FACO a été fondée « alors que s'effondrait l'Université d'État » en mai 1968 et « qu'un prince de l'Église qui venait d'homologuer la liquidation par Mgr Haubtmann de la vieille faculté catholique de droit, ne rougissait pas d'adresser un message de sympathie aux enragés de la Sorbonne ». Il blâme la « démission de l'État et de l'épiscopat », alors qu'il convient de « combattre la subversion de la jeunesse » et préparer les étudiants à leurs futures responsabilités professionnelles.
Dauphin-Meunier a été soutenu par des parents d’élèves, qui dès le printemps 1967 ont fondé l’Association des parents pour la promotion de l’enseignement supérieur libre (APPESL). Elle regroupe en 1969 « plusieurs milliers d'adhérents » selon son président Aimé Aubert, qui dirige alors depuis 1965 le discret et puissant Service des études législatives du Conseil national du patronat français. De concert avec des responsables de l'Association des parents d'élèves de l'enseignement libre (APEL) et des professeurs de l’Institut, elle a décidé de fonder une université libre, indépendante à la fois de l’État et de l’Église, enseignant le droit, l’économie et la gestion. Son association a consacré « tous ses efforts » à la naissance de la FACO à partir de l'été 1968. Lui aussi dresse « le constat terrible de mai et de juin dernier » et dénonce « le matérialisme ambiant, délétère, terrible ». Dauphin-Meunier tient une conférence de presse avec l'APPESL quelques jours avant l'ouverture de la nouvelle faculté pour la présenter.
Dans sa conférence au CEPEC comme dans d'autres interventions, Dauphin-Meunier a repris une des critiques faites par les étudiants en mai 68 contre « les mandarins qui n'aiment pas leurs élèves » : il a critiqué leur absentéisme (du fait que des professeurs partent à l'étranger pour de longs mois ou bien enseignent dans les facultés de province et résident à Paris, ou bien du fait de l'abus des congés au titre de la recherche), le manque de vocation de certains universitaires, et le « cumul des chaires ». La FACO « met en œuvre sagement deux revendications intelligentes des contestataires : la participation et la formation utile des étudiants ».  Dauphin-Meunier vante son « souci constant du réel, de l'utile, du concret ».
Dauphin-Meunier est favorable à des universités autonomes et concurrentielles, pratiquant une « sélection sévère à l'entrée, détournant [...] les jeunes gens inaptes à l'enseignement supérieur et à la recherche », et délivrant leurs propres diplômes.

### Des débuts difficiles du fait de la«querelle des équivalences»
Dauphin-Meunier a critiqué l'ancien doyen de la faculté de droit de l'Institut, Pierre de Font-Réaulx, qui a mis en garde les parents d'élèves contre la FACO, ce qui expliquerait que seule une trentaine d'étudiants de l'Institut se sont inscrits sur les 150 inscriptions annoncées. 450 étudiants ont suivi les cursus proposés par la FACO la première année. Comme les facultés catholiques, la FACO a été concernée par la « querelle des équivalences » entre 1969 et 1971, du fait de l'annulation par le Conseil d'État d'un arrêté ministériel du 25 avril 1969 attribuant l'équivalence du premier cycle de la licence en droit ou en sciences économiques aux étudiants de la FACO, à la demande de syndicalistes CFDT, et malgré l'intervention de l'APPELS, notamment de son délégué général, le général Audémard d'Alançon.
Mais la publication au Journal officiel le 13 juillet 1971 d'un texte aménageant les dispositions de la loi d'orientation de l'enseignement supérieur sort les étudiants de la FACO de l'incertitude. L'article 2 d'une loi du 12 juillet modifie la loi de 1969 et offre la possibilité aux facultés libres de passer une convention avec une université publique : des professeurs de facultés d'État peuvent constituer des jurys chargés d'interroger les étudiants des facultés privées et de valider leurs connaissances. La FACO a présenté ses étudiants aux jurys de la faculté de droit de Nanterre en 1969 et 1970, et chercha à présenter ses candidats juristes devant un jury établi par le Centre d'études juridiques de Sceaux fin 1970, pour valider leurs connaissances.

## La FACO dans les années 1970

### Administration de la FACO
La FACO est dirigée par un conseil d'administration, présidé par l'éditeur Gaston Morancé, qui a animé avec Dauphin-Meunier le Centre des hautes études américaines. Aimé Aubert, président de l'APPESL, est vice-président. En sont membres des professeurs : outre Dauphin-Meunier, deux maîtres de requêtes au Conseil d'État et anciens parlementaires, Pascal Arrighi, ancien professeur suppléant d'économie politique à l'Institut catholique, et Alain de Lacoste-Lareymondie, ancien député du CNIP, qui participa à la campagne présidentielle de Jean-Louis Tixier-Vignancour en 1965, Germain Brulliard, premier président de la FACO en 1968, Pierre Barbier, vice-président au tribunal de grande instance de Versailles, et Paul Turot, directeur de l'Institut d'études bancaires et financières. Ainsi que Raymond Bourgine, François Catta, représentant des APEL, Hubert Le Griel, avocat près la Cour de cassation, président de la Faculté libre de philosophie comparée (IPC - Facultés Libres de Philosophie et de Psychologie), également appuyée par l'APPESL, et l'industriel Maurice Le Roy.
Dauphin-Meunier reste doyen de la FACO jusqu'en 1978 et y enseigne jusqu'à sa mort. Il y dirige un Institut technique de formation active et y anime dans la première moitié des années 1970, en lien avec une association néo-libérale, l'Association pour la liberté économique et le progrès social (ALEPS), un Centre d’Études de la doctrine sociale de l’Église, aux côtés d'Albert Garand, professeur à la FACO, membre de l'ALEPS et futur président de cette association,. Ce Centre se propose « d'étudier et de mieux comprendre les postulats philosophiques et les applications pratiques » de cette doctrine. Luc Bourcier de Carbon, professeur à Paris-II et deuxième président de l'ALEPS, enseigne à la FACO vers 1975.
Les locaux de la FACO ont aussi abrité à partir de juin 1969, l'Institut supérieur du travail de Claude Harmel, secrétaire général de l'ALEPS et professeur à la FACO, dont elle a participé à la création.
Roger Coste succède à Dauphin-Meunier en 1978. Il est secondé par deux vice-doyens, Pierre Barbier, vice-président du tribunal de grande instance de Paris, et Alain de Lacoste-Lareymondie.

### Principes
La FACO n'a pas un caractère confessionnel mais elle « se réclame de l'humanisme chrétien et tous ses maîtres, quelle que soit leur famille spirituelle, sont attachés à la défense des principes moraux, intellectuels et civiques qui ont fait la grandeur et la force de la civilisation occidentale ».
La FACO pratique la sélection : avoir obtenu une mention au baccalauréat est nécessaire pour s'inscrire et être titulaire d'un bac scientifique l'est pour suivre l'enseignement de sciences économiques. Dauphin-Meunier a vanté au CEPEC une université autonome financièrement, qui doit « se gérer comme une entreprise capitaliste concurrentielle ». Le « coût de production » de l'enseignement doit être « couvert par l'étudiant et sa famille ». Moyennant un système de bourses, « qui a fait la grandeur de l'Université française autrefois » et  « que nous pouvons supporter grâce aux droits de scolarité » : la FACO aurait d'ailleurs « à peu près un quart de boursiers ». Le coût de la FACO s'élève alors à 2 000 francs par an en 1969. Un conseil de faculté est composé des professeurs, des représentants élus des étudiants mais aussi de représentants des parents d'élèves, ce qui est plus original.

### Étudiants
Au cours des années 1970, la FACO a accueilli chaque année entre 200 et 250 étudiants. Les étudiants élisent un bureau des étudiants (BDE), qui publie un périodique ronéotypé, Faco-flash, de 1972 à 1977.  

## Autonomie financière et subventions publiques
Malgré les promesses de Dauphin-Meunier en faveur d'une autonomie financière de sa FACO, l'APPESL a su convaincre l'État de subventionner les facultés libres parisiennes qu'elle soutient : FACO, FACLIP, Faculté libre de Paris, Université libre des sciences de l'homme (ULSH), qui a succédé à l'Université libre du soir. Elles ont été subventionnées par l'État  de 1975 à 1981 (1 million de francs en 1979). Elle a protesté en 1982 quand ces subventions ont été gelées par le nouveau pouvoir socialiste. Mais elle a su obtenir du maire de Paris, Jacques Chirac, une subvention d'un montant de 1 754 460 francs en septembre 1982 ; Chirac estimant qu'il se sentait obligé de « suppléer à la défaillance sournoise de l'État ». En 1994, les 4 facultés libres et leur millier d'étudiants bénéficiaient  de 2 465 300 francs de la ville de Paris. En outre, le ministre de l'Enseignement supérieur, François Fillon, promet alors à Aubert qu'une aide de l'État serait versée pour l'année suivante.

## L'enseignement du journalisme, 2003-2010
À partir de 2003, la FACO ouvre une nouvelle filière, l'enseignement du journalisme, sous la direction de Jean Augonnet, ancien directeur (1978-2002) de l'Institut pratique du journalisme. Cette filière prend le nom en 2005 d'Institut français de journalisme. Sur fond de polémiques politico-religieuses et en raison de dissensions entre Bernard Vivier, vice-président de la FACO, et le président de la FACO, Jean-Marie Schmitz, catholique conservateur sinon traditionaliste,, une scission a lieu en 2009.  Une partie des élèves et des professeurs demeure à la FACO, l'autre rejoint les locaux de l’École Multimédia en octobre 2009. En avril 2010, le conseil d'administration de la FACO annonce la  fermeture de l'école de journalisme, du fait de la situation déficitaire de l’établissement, selon ses responsables. Une vingtaine d'étudiants suivait cet enseignement en 2010.

## Organisation
La FACO est installée au 115-117 rue Notre-Dame-des-Champs, dans le 6e arrondissement, depuis la fin des années 1970. Son corps professoral est composé d’universitaires et de professionnels (avocats, magistrats, conseillers d’État, consultants, managers, dirigeants).

### Doyens
- Achille Dauphin-Meunier (x - y), 1968-1978
- Roger Coste, 1978-1982[38]
- Denise Roughol-Valdeyron, 1982-1987[39]
- baron Geoffroy de Gislain de Bontin (x - 2014), 1987-1991[40]
- Jean Malmezat, 1991-1992
- Henri Mercillon (1926-2011), 1992-1996, professeur émérite à l'université de Paris-I-Panthéon-Sorbonne depuis 1992[41]
- Isabelle Delforge (1957- ), 1996-2001
- Parvis Amouzegar, 2001-2007
- Jean-Pierre Audoyer, décembre 2007-2013, auteur attentif à la pensée sociale catholique[Note 5]
- Marie-Christine Cauchy-Psaume (1967- ), 2014-2020[Note 6]
- Hubert de La Bruslerie (1953- ), depuis janvier 2021

### Présidents
- Germain Brulliard (1904-1994), avocat, 1968[1].
- Gaston Morancé (1904-1992), éditeur, 3 octobre 1968-1983[Note 7].
- Aimé Aubert (1913-2003), ancien cadre du Conseil national du patronat français et président de l’Association pour la promotion de l’enseignement supérieur libre (APPESL), 1983-1997.
- Jean-Marie Schmitz, cadre dirigeant de Lafarge[42], 1997-2010.
- Stève Gentili (1949-), président de la BRED Banque populaire depuis 2004[Note 8], 2010-2016.
- Bernard Vivier (1955-), depuis janvier 2016[43]. Ancien étudiant de la FACO, ancien secrétaire général (1988-2002) et vice-président de cette université (2002-2016), il est depuis 1992 directeur de l'Institut supérieur du travail qu'il a rejoint comme directeur des études en 1984. Ancien journaliste, ancien syndicaliste (secrétaire général puis président du syndicat national CFTC des journalistes), membre du conseil confédéral jusqu'en 2015 de la Confédération française des travailleurs chrétiens (CFTC), et ancien vice-président confédéral de 2002 à 2008, membre CFTC du Conseil économique, social et environnemental[44].